# EHF Liga Mistrzów 2015/2016 (grupa A)
EHF Liga Mistrzów 2015/2016 - rozgrywki i tabela grupy A
| Lp. | Drużyna                | M  | Mecze | Mecze | Mecze | Bramki | Bramki | Bramki | Pkt |
| Lp. | Drużyna                | M  | W     | R     | P     | +      | −      | +/−    | Pkt |
| --- | ---------------------- | -- | ----- | ----- | ----- | ------ | ------ | ------ | --- |
| 1.  | Paris SG Handball      | 14 | 12    | 0     | 2     | 442    | 389    | +53    | 24  |
| 2.  | MVM Veszprém KC        | 14 | 11    | 1     | 2     | 402    | 364    | +38    | 23  |
| 3.  | SG Flensburg-Handewitt | 14 | 10    | 0     | 4     | 429    | 380    | +49    | 20  |
| 4.  | THW Kiel               | 14 | 8     | 1     | 5     | 400    | 388    | +12    | 17  |
| 5.  | RK Zagrzeb             | 14 | 5     | 1     | 8     | 358    | 367    | −9     | 11  |
| 6.  | Orlen Wisła Płock      | 14 | 3     | 2     | 9     | 372    | 397    | −25    | 8   |
| 7.  | Celje Pivovarna Laško  | 14 | 3     | 1     | 10    | 385    | 398    | −13    | 7   |
| 8.  | Beşiktaş JK            | 14 | 1     | 0     | 13    | 382    | 407    | −25    | 2   |

| Gospodarz \ Gość       | ZAG   | VES   | CEL   | KIE   | FLE   | PSG   | PLO   | BES   |
| RK Zagrzeb             |       | 20:21 | 24:23 | 29:22 | 23:30 | 23:25 | 29:25 | 32:26 |
| MVM Veszprém KC        | 27:25 |       | 34:28 | 29:27 | 28:24 | 28:20 | 27:25 | 33:25 |
| Celje Pivovarna Laško  | 20:21 | 27:30 |       | 23:23 | 26:30 | 30:32 | 25:28 | 43:29 |
| THW Kiel               | 31:29 | 25:24 | 35:32 |       | 27:23 | 26:30 | 26:24 | 32:21 |
| SG Flensburg-Handewitt | 28:27 | 28:29 | 30:20 | 37:27 |       | 39:32 | 27:25 | 33:25 |
| Paris SG Handball      | 34:23 | 29:27 | 32:27 | 37:30 | 35:32 |       | 29:24 | 40:28 |
| Orlen Wisła Płock      | 23:23 | 27:27 | 26:31 | 23:37 | 30:34 | 22:27 |       | 32:26 |
| Beşiktaş JK            | 32:30 | 34:38 | 24:30 | 27:32 | 26:34 | 30:40 | 29:38 |       |

| 19 września 2015 | RK Zagrzeb                         | 29:22   | THW Kiel      |                                                                             |
| 16:00            | Zlatko Horvat 6 · Luka Stepančić 6 | (13:11) | 9 Rune Dahmke | Arena Zagreb, Zagrzeb Widzów: 8000 Sędzia: Vaidas Mažeika Mindaugas Gatelis |
| 16:00            | 7× · 3× · 1×                       | (13:11) | 5× · 3×       | Arena Zagreb, Zagrzeb Widzów: 8000 Sędzia: Vaidas Mažeika Mindaugas Gatelis |

| 19 września 2015 | Orlen Wisła Płock | 27:27   | MVM Veszprém KC                     |                                                                        |
| 16:00            | Tiago Rocha 9     | (11:13) | 6 Gašper Marguč · 6 Andreas Nilsson | Orlen Arena, Płock Widzów: 5467 Sędzia: Dalibor Jurinovic Marko Mrvica |
| 16:00            | 2× · 3×           | (11:13) | 2× · 3×                             | Orlen Arena, Płock Widzów: 5467 Sędzia: Dalibor Jurinovic Marko Mrvica |

| 19 września 2015 | SG Flensburg-Handewitt | 39:32   | Paris SG Handball |                                                                        |
| 17:30            | Anders Eggert 13       | (21:16) | 9 Mikkel Hansen   | Flens-Arena, Flensburg Widzów: 5800 Sędzia: Martin Gjeding Mads Hansen |
| 17:30            | 9× · 2×                | (21:16) | 4× · 3×           | Flens-Arena, Flensburg Widzów: 5800 Sędzia: Martin Gjeding Mads Hansen |

| 19 września 2015 | Beşiktaş JK    | 24:30   | Celje Pivovarna Laško |                                                                                           |
| 18:00            | Ramazan Döne 7 | (13:13) | 7 Žiga Mlaka          | Kompleks sportowy „Süleyman Seba”, Stambuł Widzów: 2000 Sędzia: Lars Geipel Marcus Helbig |
| 18:00            | 4× · 3×        | (13:13) | 5× · 1× · 1×          | Kompleks sportowy „Süleyman Seba”, Stambuł Widzów: 2000 Sędzia: Lars Geipel Marcus Helbig |

| 26 września 2015 | MVM Veszprém KC | 28:24   | SG Flensburg-Handewitt          |                                                                                |
| 17:30            | Momir Ilić 9    | (18:14) | 4 Anders Eggert · 4 Kentin Mahé | Veszprém Aréna, Veszprém Widzów: 5019 Sędzia: Jewgienij Zotin Nikołaj Wołodkow |
| 17:30            | 1× · 3×         | (18:14) | 2× · 3×                         | Veszprém Aréna, Veszprém Widzów: 5019 Sędzia: Jewgienij Zotin Nikołaj Wołodkow |

| 26 września 2015 | Celje Pivovarna Laško | 20:21  | RK Zagrzeb          |                                                                            |
| 20:00            | czterech graczy 3     | (10:9) | 4 Antonio Kovačević | Dvorana Zlatorog, Celje Widzów: 4300 Sędzia: Nenad Nikolić Dušan Stojković |
| 20:00            | 4× · 3×               | (10:9) | 8× · 3×             | Dvorana Zlatorog, Celje Widzów: 4300 Sędzia: Nenad Nikolić Dušan Stojković |

| 27 września 2015 | Paris SG Handball  | 29:24   | Orlen Wisła Płock                   |                                                                                      |
| 17:00            | Nikola Karabatić 7 | (16:13) | 5 Tiago Rocha · 5 Dzmitryj Żytnikau | Stade Pierre de Coubertin, Paryż Widzów: 2500 Sędzia: Zigmārs Stoļarovs Renārs Līcis |
| 17:00            | 5× · 2× · 1×       | (16:13) | 6× · 2×                             | Stade Pierre de Coubertin, Paryż Widzów: 2500 Sędzia: Zigmārs Stoļarovs Renārs Līcis |

| 27 września 2015 | THW Kiel        | 32:21   | Beşiktaş JK    |                                                                               |
| 19:30            | trzech graczy 6 | (16:12) | 5 Ramazan Döne | Sparkassen-Arena, Kolonia Widzów: 8200 Sędzia: Andre Hansen Oistein Pettersen |
| 19:30            | 3× · 3×         | (16:12) | 6× · 3×        | Sparkassen-Arena, Kolonia Widzów: 8200 Sędzia: Andre Hansen Oistein Pettersen |

| 3 października 2015 | Celje Pivovarna Laško | 25:28   | Orlen Wisła Płock   |                                                                             |
| 16:00               | Žiga Mlakar 6         | (10:17) | 5 Dzmitryj Żytnikau | Dvorana Zlatorog, Celje Widzów: 3000 Sędzia: Peter Brunovsky Vladimir Canda |
| 16:00               | 2× · 1×               | (10:17) | 4× · 3×             | Dvorana Zlatorog, Celje Widzów: 3000 Sędzia: Peter Brunovsky Vladimir Canda |

| 3 października 2015 | THW Kiel        | 27:23   | SG Flensburg-Handewitt |                                                                              |
| 17:30               | Joan Cañellas 7 | (14:13) | 5 Holger Glandorf      | Sparkassen-Arena, Kolonia Widzów: 10 285 Sędzia: Václav Horáček Jiří Novotný |
| 17:30               | 3× · 3× · 1×    | (14:13) | 4× · 3×                | Sparkassen-Arena, Kolonia Widzów: 10 285 Sędzia: Václav Horáček Jiří Novotný |

| 3 października 2015 | Beşiktaş JK    | 30:40   | Paris SG Handball |                                                                                                   |
| 18:00               | Ramazan Döne 7 | (17:21) | 10 Mikkel Hansen  | Kompleks sportowy „Süleyman Seba”, Stambuł Widzów: 850 Sędzia: Aleksandar Pandžić Ivan Mošorinski |
| 18:00               | 4× · 3×        | (17:21) | 3× · 3×           | Kompleks sportowy „Süleyman Seba”, Stambuł Widzów: 850 Sędzia: Aleksandar Pandžić Ivan Mošorinski |

| 3 października 2015 | RK Zagrzeb         | 20:21  | MVM Veszprém KC |                                                                         |
| 20:00               | Domagoj Pavlović 6 | (10:9) | 8 Gašper Marguč | Arena Zagreb, Zagrzeb Widzów: 15 200 Sędzia: Martin Gjeding Mads Hansen |
| 20:00               | 9× · 3×            | (10:9) | 5× · 2× · 1×    | Arena Zagreb, Zagrzeb Widzów: 15 200 Sędzia: Martin Gjeding Mads Hansen |

| 10 października 2015 | Orlen Wisła Płock | 23:37  | THW Kiel         |                                                                        |
| 16:45                | Michał Daszek 4   | (8:18) | 10 Joan Cañellas | Orlen Arena, Płock Widzów: 5400 Sędzia: Michael Johansson Jasmin Kliko |
| 16:45                | 4× · 3×           | (8:18) | 6× · 3×          | Orlen Arena, Płock Widzów: 5400 Sędzia: Michael Johansson Jasmin Kliko |

| 11 października 2015 | MVM Veszprém KC | 33:25   | Beşiktaş JK   |                                                                          |
| 15:00                | Momir Ilić 9    | (17:12) | 6 Darko Đukić | Veszprém Aréna, Veszprém Widzów: 5000 Sędzia: Said Bounouara Khalid Sami |
| 15:00                | 2× · 3×         | (17:12) | 4× · 2× · 2×  | Veszprém Aréna, Veszprém Widzów: 5000 Sędzia: Said Bounouara Khalid Sami |

| 11 października 2015 | Paris SG Handball | 34:23  | RK Zagrzeb          |                                                                                 |
| 17:00                | Mikkel Hansen 10  | (18:8) | 5 Antonio Kovačević | Stade Pierre de Coubertin, Paryż Widzów: 2800 Sędzia: Lars Geipel Marcus Helbig |
| 17:00                | 2× · 3×           | (18:8) | 4× · 3×             | Stade Pierre de Coubertin, Paryż Widzów: 2800 Sędzia: Lars Geipel Marcus Helbig |

| 11 października 2015 | SG Flensburg-Handewitt | 30:20   | Celje Pivovarna Laško |                                                                       |
| 17:00                | Anders Eggert 8        | (13:10) | 4 Šime Ivić           | Flens-Arena, Flensburg Widzów: 4800 Sędzia: Óscar López Ángel Ramírez |
| 17:00                | 4× · 3×                | (13:10) | 5× · 2×               | Flens-Arena, Flensburg Widzów: 4800 Sędzia: Óscar López Ángel Ramírez |

| 14 października 2015 | SG Flensburg-Handewitt | 33:25   | Beşiktaş JK    |                                                                                |
| 19:00                | Anders Eggert 10       | (16:14) | 7 Ramazan Döne | Flens-Arena, Flensburg Widzów: 5000 Sędzia: Marek Baranowski Bogdan Lemanowicz |
| 19:00                | 3× · 3×                | (16:14) | 2× · 1× · 1×   | Flens-Arena, Flensburg Widzów: 5000 Sędzia: Marek Baranowski Bogdan Lemanowicz |

| 17 października 2015 | MVM Veszprém KC               | 29:27   | THW Kiel          |                                                                         |
| 15:15                | Péter Gulyás 5 · Momir Ilić 5 | (17:15) | 7 Domagoj Duvnjak | Veszprém Aréna, Veszprém Widzów: 5019 Sędzia: Óscar López Ángel Ramírez |
| 15:15                | 6× · 3× · 1×                  | (17:15) | 6× · 3×           | Veszprém Aréna, Veszprém Widzów: 5019 Sędzia: Óscar López Ángel Ramírez |

| 17 października 2015 | RK Zagrzeb       | 29:25   | Orlen Wisła Płock   |                                                                          |
| 20:00                | Luka Stepančić 8 | (13:13) | 8 Nemanja Zelenović | Arena Zagreb, Zagrzeb Widzów: 10 000 Sędzia: Václav Horáček Jiří Novotný |
| 20:00                | 7× · 3×          | (13:13) | 3× · 2× · 1×        | Arena Zagreb, Zagrzeb Widzów: 10 000 Sędzia: Václav Horáček Jiří Novotný |

| 18 października 2015 | Celje Pivovarna Laško | 30:32   | Paris SG Handball  |                                                                            |
| 18:00                | Šime Ivić 8           | (15:16) | 9 Nikola Karabatić | Dvorana Zlatorog, Celje Widzów: 4650 Sędzia: Duarte Santos Ricardo Fonseca |
| 18:00                | 9× · 3× · 1×          | (15:16) | 3× · 3×            | Dvorana Zlatorog, Celje Widzów: 4650 Sędzia: Duarte Santos Ricardo Fonseca |

| 21 października 2015 | THW Kiel          | 35:32   | Celje Pivovarna Laško |                                                                            |
| 18:45                | Domagoj Duvnjak 8 | (16:14) | 7 Blaž Janc           | Dvorana Zlatorog, Celje Widzów: 8537 Sędzia: Sławe Nikołow Ǵorǵi Nachevski |
| 18:45                | 3× · 5×           | (16:14) | 3×                    | Dvorana Zlatorog, Celje Widzów: 8537 Sędzia: Sławe Nikołow Ǵorǵi Nachevski |

| 24 października 2015 | Beşiktaş JK     | 32:30   | RK Zagrzeb       |                                                                         |
| 18:00                | Ramazan Döne 10 | (17:13) | 7 Luka Stepančić | Dvorana Zlatorog, Celje Widzów: 1026 Sędzia: Thierry Dentz Denis Reibel |
| 18:00                | 2× · 3×         | (17:13) | 3× · 3×          | Dvorana Zlatorog, Celje Widzów: 1026 Sędzia: Thierry Dentz Denis Reibel |

| 25 października 2015 | Paris SG Handball | 29:27   | MVM Veszprém KC   |                                                                           |
| 17:00                | Mikkel Hansen 11  | (16:12) | 7 Aron Pálmarsson | Dvorana Zlatorog, Celje Widzów: 4800 Sędzia: Jonas Elíasson Anton Pálsson |
| 17:00                | 3× · 3× · 1×      | (16:12) | 6× · 3×           | Dvorana Zlatorog, Celje Widzów: 4800 Sędzia: Jonas Elíasson Anton Pálsson |

| 25 października 2015 | Orlen Wisła Płock  | 30:34   | SG Flensburg-Handewitt |                                                                             |
| 18:00                | Marko Tarabochia 5 | (13:17) | 9 Rasmus Lauge Schmidt | Dvorana Zlatorog, Celje Widzów: 4500 Sędzia: Stevann Pichon Laurent Reveret |
| 18:00                | 1× · 3×            | (13:17) | 5× · 3×                | Dvorana Zlatorog, Celje Widzów: 4500 Sędzia: Stevann Pichon Laurent Reveret |

| 11 listopada 2015 | SG Flensburg-Handewitt | 28:27   | RK Zagrzeb         |                                                                                 |
| 19:00             | Kentin Mahé 8          | (12:13) | 9 Domagoj Pavlović | Flens-Arena, Flensburg Widzów: 4587 Sędzia: Sorin-Laurenţiu Dinu Constantin Din |
| 19:00             | 3× · 3×                | (12:13) | 5× · 3×            | Flens-Arena, Flensburg Widzów: 4587 Sędzia: Sorin-Laurenţiu Dinu Constantin Din |

| 12 listopada 2015 | THW Kiel      | 26:30   | Paris SG Handball   |                                                                            |
| 18:45             | Marko Vujin 5 | (10:16) | 7 Serhij Onufrienko | Sparkassen-Arena, Kolonia Widzów: 10 040 Sędzia: Nenad Krstič Peter Ljubič |
| 18:45             | 3× · 3×       | (10:16) | 5× · 3×             | Sparkassen-Arena, Kolonia Widzów: 10 040 Sędzia: Nenad Krstič Peter Ljubič |

| 14 listopada 2015 | Orlen Wisła Płock    | 32:26   | Beşiktaş JK   |                                                                    |
| 16:00             | Mateusz Piechowski 5 | (15:12) | 9 Darko Đukić | Orlen Arena, Płock Widzów: 4150 Sędzia: Martin Gjeding Mads Hansen |
| 16:00             | 5× · 2×              | (15:12) | 1× · 2×       | Orlen Arena, Płock Widzów: 4150 Sędzia: Martin Gjeding Mads Hansen |

| 15 listopada 2015 | Celje Pivovarna Laško | 27:30   | MVM Veszprém KC |                                                                        |
| 15:00             | Luka Žvižej 6         | (11:17) | 8 Renato Sulić  | Dvorana Zlatorog, Celje Widzów: 4500 Sędzia: Bogdan Stark Romeo Ștefan |
| 15:00             | 5× · 3×               | (11:17) | 4× · 3×         | Dvorana Zlatorog, Celje Widzów: 4500 Sędzia: Bogdan Stark Romeo Ștefan |

| 21 listopada 2015 | MVM Veszprém KC | 34:28   | Celje Pivovarna Laško        |                                                                                |
| 16:00             | Renato Sulić 8  | (17:15) | 6 Šime Ivić · 6 Miha Zarabec | Veszprém Aréna, Veszprém Widzów: 5019 Sędzia: Mirza Kurtagic Mattias Wetterwik |
| 16:00             | 2× · 3×         | (17:15) | 3× · 3×                      | Veszprém Aréna, Veszprém Widzów: 5019 Sędzia: Mirza Kurtagic Mattias Wetterwik |

| 21 listopada 2015 | Beşiktaş JK    | 29:38   | Orlen Wisła Płock  |                                                                                               |
| 17:00             | Ramazan Döne 8 | (15:19) | 6 Dmitrij Żytnikow | Kompleks sportowy „Süleyman Seba”, Stambuł Widzów: 250 Sędzia: Stevann Pichon Laurent Reveret |
| 17:00             | 5× · 3×        | (15:19) | 5× · 2×            | Kompleks sportowy „Süleyman Seba”, Stambuł Widzów: 250 Sędzia: Stevann Pichon Laurent Reveret |

| 21 listopada 2015 | RK Zagrzeb     | 23:30   | SG Flensburg-Handewitt |                                                                           |
| 19:00             | Luka Sebetić 8 | (10:15) | 7 Lasse Svan Hansen    | Arena Zagreb, Zagrzeb Widzów: 9000 Sędzia: Zigmārs Stoļarovs Renārs Līcis |
| 19:00             | 2× · 2×        | (10:15) | 4× · 3× · 1×           | Arena Zagreb, Zagrzeb Widzów: 9000 Sędzia: Zigmārs Stoļarovs Renārs Līcis |

| 21 listopada 2015 | Paris SG Handball  | 37:30   | THW Kiel                              |                                                                                     |
| 20:45             | Nikola Karabatić 8 | (18:12) | 7 Christian Dissinger · 7 Marko Vujin | Stade Pierre de Coubertin, Paryż Widzów: 3400 Sędzia: Sławe Nikołow Ǵorǵi Nachevski |
| 20:45             | 6× · 3×            | (18:12) | 4× · 3×                               | Stade Pierre de Coubertin, Paryż Widzów: 3400 Sędzia: Sławe Nikołow Ǵorǵi Nachevski |

| 25 listopada 2015 | SG Flensburg-Handewitt  | 27:25   | Orlen Wisła Płock  |                                                                             |
| 18:30             | Rasmus Lauge Schmidt 11 | (13:11) | 6 Dmitrij Żytnikow | Flens-Arena, Flensburg Widzów: 4367 Sędzia: Oyvind Togstad Rune Kristiansen |
| 18:30             | 3×                      | (13:11) | 3× · 3×            | Flens-Arena, Flensburg Widzów: 4367 Sędzia: Oyvind Togstad Rune Kristiansen |

| 26 listopada 2015 | RK Zagrzeb     | 32:26   | Beşiktaş JK   |                                                                                |
| 19:00             | Stefan Vujić 9 | (14:11) | 7 Darko Đukić | Arena Zagreb, Zagrzeb Widzów: 5000 Sędzia: Andriej Kawiesznikow Petr Płotnikow |
| 19:00             | 4× · 3×        | (14:11) | 4× · 3×       | Arena Zagreb, Zagrzeb Widzów: 5000 Sędzia: Andriej Kawiesznikow Petr Płotnikow |

| 28 listopada 2015 | MVM Veszprém KC | 28:20   | Paris SG Handball |                                                                           |
| 15:00             | Momir Ilić 10   | (16:14) | 4 Daniel Narcisse | Veszprém Aréna, Veszprém Widzów: 5019 Sędzia: Andrej Gusko Siarhej Repkin |
| 15:00             | 3× · 3×         | (16:14) | 3× · 3×           | Veszprém Aréna, Veszprém Widzów: 5019 Sędzia: Andrej Gusko Siarhej Repkin |

| 28 listopada 2015 | Celje Pivovarna Laško     | 23:23   | THW Kiel      |                                                                               |
| 17:30             | Šime Ivić 4 · Blaž Janc 4 | (14:14) | 5 Rune Dahmke | Dvorana Zlatorog, Celje Widzów: 3700 Sędzia: Jewgienij Zotin Nikołaj Wołodkow |
| 17:30             | 5× · 3× · 1×              | (14:14) | 6× · 3× · 1×  | Dvorana Zlatorog, Celje Widzów: 3700 Sędzia: Jewgienij Zotin Nikołaj Wołodkow |

| 5 grudnia 2015 | Orlen Wisła Płock                          | 23:23   | RK Zagrzeb     |                                                                     |
| 20:30          | José Guilherme de Toledo 6 · Tiago Rocha 4 | (11:12) | 6 Stefan Vujić | Orlen Arena, Płock Widzów: 5300 Sędzia: Csaba Dobrovits Péter Tájok |
| 20:30          | 4× · 2×                                    | (11:12) | 7× · 2×        | Orlen Arena, Płock Widzów: 5300 Sędzia: Csaba Dobrovits Péter Tájok |

| 6 grudnia 2015 | THW Kiel      | 25:24   | MVM Veszprém KC |                                                                              |
| 14:15          | Marko Vujin 8 | (11:12) | 6 László Nagy   | Sparkassen-Arena, Kolonia Widzów: 9870 Sędzia: Nenad Nikolić Dušan Stojković |
| 14:15          | 2× · 3×       | (11:12) | 4× · 3×         | Sparkassen-Arena, Kolonia Widzów: 9870 Sędzia: Nenad Nikolić Dušan Stojković |

| 6 grudnia 2015 | Paris SG Handball | 32:27   | Celje Pivovarna Laško              |                                                                                   |
| 17:00          | Mikkel Hansen 9   | (17:12) | 5 Blaž Blagotinšek · 5 Žiga Mlakar | Stade Pierre de Coubertin, Paryż Widzów: 2600 Sędzia: Fabian Baumgart Sascha Wild |
| 17:00          | 1× · 3×           | (17:12) | 3× · 3×                            | Stade Pierre de Coubertin, Paryż Widzów: 2600 Sędzia: Fabian Baumgart Sascha Wild |

| 6 grudnia 2015 | Beşiktaş JK     | 26:34   | SG Flensburg-Handewitt |                                                                                                 |
| 20:30          | Tolga Özbahar 8 | (16:17) | 10 Holger Glandorf     | Kompleks sportowy „Süleyman Seba”, Stambuł Widzów: 350 Sędzia: Vaidas Mažeika Mindaugas Gatelis |
| 20:30          | 2× · 3×         | (16:17) | 5× · 3×                | Kompleks sportowy „Süleyman Seba”, Stambuł Widzów: 350 Sędzia: Vaidas Mažeika Mindaugas Gatelis |

| 10 lutego 2016 | RK Zagrzeb         | 23:25   | Paris SG Handball |                                                                               |
| 18:45          | Stipe Mandalinić 5 | (10:15) | 7 Mikkel Hansen   | Arena Zagrzeb, Zagrzeb Widzów: 15 200 Sędzia: Oyvind Togstad Rune Kristiansen |
| 18:45          | 3× · 3×            | (10:15) | 1× · 3×           | Arena Zagrzeb, Zagrzeb Widzów: 15 200 Sędzia: Oyvind Togstad Rune Kristiansen |

| 13 lutego 2016 | Orlen Wisła Płock | 26:31   | Celje Pivovarna Laško |                                                                   |
| 16:00          | Tiago Rocha 7     | (12:17) | 8 Blaž Janc           | Orlen Arena, Płock Widzów: 4500 Sędzia: Lars Geipel Marcus Helbig |
| 16:00          | 3× · 2×           | (12:17) | 7× · 3× · 1×          | Orlen Arena, Płock Widzów: 4500 Sędzia: Lars Geipel Marcus Helbig |

| 13 lutego 2016 | Beşiktaş JK   | 34:38   | MVM Veszprém KC                      |                                                                                              |
| 18:00          | Darko Đukić 7 | (15:21) | 6 Andreas Nilsson · 6 Ivan Slišković | Kompleks sportowy „Süleyman Seba”, Stambuł Widzów: 350 Sędzia: Sasa Pandžić Boris Šatordžija |
| 18:00          | 4× · 3×       | (15:21) | 3× · 3×                              | Kompleks sportowy „Süleyman Seba”, Stambuł Widzów: 350 Sędzia: Sasa Pandžić Boris Šatordžija |

| 14 lutego 2016 | SG Flensburg-Handewitt | 37:27   | THW Kiel          |                                                                       |
| 17:30          | Rasmus Lauge Schmidt 9 | (17:14) | 8 Domagoj Duvnjak | Flens-Arena, Flensburg Widzów: 6000 Sędzia: Óscar López Ángel Ramírez |
| 17:30          | 4× · 3×                | (17:14) | 5× · 3×           | Flens-Arena, Flensburg Widzów: 6000 Sędzia: Óscar López Ángel Ramírez |

| 21 lutego 2016 | THW Kiel           | 26:24   | Orlen Wisła Płock |                                                                             |
| 18:30          | Domagoj Duvnjak 10 | (14:14) | 7 Tiago Rocha     | Sparkassen-Arena, Kolonia Widzów: 9800 Sędzia: Andrej Gusko Siarhiej Repkin |
| 18:30          | 3× · 3×            | (14:14) | 5× · 3×           | Sparkassen-Arena, Kolonia Widzów: 9800 Sędzia: Andrej Gusko Siarhiej Repkin |

| 20 lutego 2016 | Paris SG Handball | 40:28   | Beşiktaş JK    |                                                                                          |
| 17:00          | Mikkel Hansen 10  | (16:11) | 11 Darko Đukić | Stade Pierre de Coubertin, Paryż Widzów: 2800 Sędzia: Aleksiej Kijaszko Dmitrij Kisjelew |
| 17:00          | 5× · 3×           | (16:11) | 3× · 2×        | Stade Pierre de Coubertin, Paryż Widzów: 2800 Sędzia: Aleksiej Kijaszko Dmitrij Kisjelew |

| 20 lutego 2016 | Celje Pivovarna Laško | 26:30   | SG Flensburg-Handewitt |                                                                             |
| 19:30          | Blaž Janc 10          | (15:12) | 8 Lasse Svan Hansen    | Dvorana Zlatorog, Celje Widzów: 4247 Sędzia: Andre Hansen Oistein Pettersen |
| 19:30          | 6× · 3×               | (15:12) | 4× · 3×                | Dvorana Zlatorog, Celje Widzów: 4247 Sędzia: Andre Hansen Oistein Pettersen |

| 21 lutego 2016 | MVM Veszprém KC   | 27:25   | RK Zagrzeb            |                                                                              |
| 15:00          | Ivan Slišković 10 | (16:12) | 4 czterech zawodników | Veszprém Aréna, Veszprém Widzów: 5019 Sędzia: Michael Johansson Jasmin Kliko |
| 15:00          | 4× · 3×           | (16:12) | 6× · 3× · 1×          | Veszprém Aréna, Veszprém Widzów: 5019 Sędzia: Michael Johansson Jasmin Kliko |

| 24 lutego 2016 | Beşiktaş JK   | 27:32   | THW Kiel      | |
| 19:30          | Darko Đukić 9 | (14:17) | 6 Marko Vujin | Kompleks sportowy „Süleyman Seba”, Stambuł Widzów: 320 Sędzia: Jesper Kirkholm Madsen Henrik Mortensen |
| 19:30          | 3× · 3×       | (14:17) | 5× · 3×       | Kompleks sportowy „Süleyman Seba”, Stambuł Widzów: 320 Sędzia: Jesper Kirkholm Madsen Henrik Mortensen |

| 27 lutego 2016 | SG Flensburg-Handewitt | 28:29   | MVM Veszprém KC |                                                                           |
| 17:30          | Rasmus Lauge Schmidt 8 | (12:10) | 9 László Nagy   | Flens-Arena, Flensburg Widzów: 6300 Sędzia: Matija Gubica Boris Milošević |
| 17:30          | 2× · 3×                | (12:10) | 2× · 3×         | Flens-Arena, Flensburg Widzów: 6300 Sędzia: Matija Gubica Boris Milošević |

| 27 lutego 2016 | Orlen Wisła Płock             | 22:27   | Paris SG Handball |                                                                   |
| 17:30          | José Toledo 5 · Dan Racoțea 5 | (12:16) | 8 Mikkel Hansen   | Orlen Arena, Płock Widzów: 5400 Sędzia: Bogdan Stark Romeo Ștefan |
| 17:30          | 2× · 3×                       | (12:16) | 2× · 2×           | Orlen Arena, Płock Widzów: 5400 Sędzia: Bogdan Stark Romeo Ștefan |

| 27 lutego 2016 | RK Zagrzeb          | 24:23 | Celje Pivovarna Laško |                                                                               |
| 17:30          | Stipe Mandalinić 10 | (8:9) | 7 Žiga Mlakar         | Arena Zagrzeb, Zagrzeb Widzów: 10 000 Sędzia: Ivan Pavićević Miloš Ražnatović |
| 17:30          | 4× · 3×             | (8:9) | 5× · 3×               | Arena Zagrzeb, Zagrzeb Widzów: 10 000 Sędzia: Ivan Pavićević Miloš Ražnatović |

| 3 marca 2016 | THW Kiel            | 31:29   | RK Zagrzeb    |                                                                                     |
| 19:30        | Stipe Mandalinić 10 | (14:17) | 7 Žiga Mlakar | Sparkassen-Arena, Kolonia Widzów: 10 285 Sędzia: Michal Baďura Jaroslav Ondogrecula |
| 19:30        | 5× · 3×             | (14:17) | 3× · 3× · 1×  | Sparkassen-Arena, Kolonia Widzów: 10 285 Sędzia: Michal Baďura Jaroslav Ondogrecula |

| 5 marca 2016 | MVM Veszprém KC | 27:25   | Orlen Wisła Płock |                                                                                  |
| 17:00        | Momir Ilić 7    | (16:13) | 7 Michał Daszek   | Veszprém Aréna, Veszprém Widzów: 5000 Sędzia: Aleksandar Pandžić Ivan Mošorinski |
| 17:00        | 2× · 3×         | (16:13) | 5× · 3×           | Veszprém Aréna, Veszprém Widzów: 5000 Sędzia: Aleksandar Pandžić Ivan Mošorinski |

| 5 marca 2016 | Celje Pivovarna Laško | 43:29   | Beşiktaş JK       |                                                                         |
| 18:00        | Gašper Marguč 8       | (21:14) | 10 Nemanja Pribak | Dvorana Zlatorog, Celje Widzów: 2800 Sędzia: Saso Krkacew Ǵoko Kolewski |
| 18:00        | 6× · 3×               | (21:14) | 7× · 3×           | Dvorana Zlatorog, Celje Widzów: 2800 Sędzia: Saso Krkacew Ǵoko Kolewski |

| 6 marca 2016 | Paris SG Handball | 35:32   | SG Flensburg-Handewitt          |                                                                                     |
| 17:00        | Samuel Honrubia 8 | (16:16) | 5 Anders Eggert · 5 Kentin Mahé | Stade Pierre de Coubertin, Paryż Widzów: 4000 Sędzia: Nenad Nikolić Dušan Stojković |
| 17:00        | 2× · 3×           | (16:16) | 6× · 2×                         | Stade Pierre de Coubertin, Paryż Widzów: 4000 Sędzia: Nenad Nikolić Dušan Stojković |